# 셰발 일라이다 타르한
셰발 일라이다 타르한(튀르키예어: Şevval İlayda Tarhan, 2000년 2월 4일~)은 튀르키예의 사격 선수로 주 종목은 권총이다. 2024년 하계 올림픽에서 유수프 디케치와 함께 10m 공기권총 혼성 단체 종목 은메달을 획득했다. 